# Carlos Zambrano (football)
Pour les articles homonymes, voir Carlos Zambrano.
Carlos Augusto Zambrano Ochandarte, né le 10 juillet 1989 à Callao, est un footballeur international péruvien. Il joue au poste de défenseur central à l'Alianza Lima.

## Biographie

### En club
Formé d'abord à l'Academia Cantolao de sa ville natale, puis dans les divisions inférieures du Schalke 04 allemand, Zambrano commence sa carrière professionnelle avec ce dernier club, le 1er janvier 2008, en Coupe d'Allemagne, contre le TSV Germania Windeck (en).
Vice-champion d'Allemagne avec le Schalke 04 lors de la saison 2009-10, il est prêté au promu Sankt Pauli lors de la saison suivante. Une grave blessure l'éloigne des terrains de jeu pendant plusieurs mois et entre-temps, le club ne peut éviter la relégation.
Transféré en août 2012 à l'Eintracht Francfort, il devient un joueur important en défense avec plus de 100 matchs joués avec le club de la Hesse principalement aux côtés de Marco Russ et Anderson Bamba. Il joue ses premiers matchs au niveau continental lors de la Ligue Europa 2013-2014 (neuf rencontres en tout en comptant les tours préliminaires). Son contrat est prolongé en juillet 2015 avant qu'il ne soit transféré en Russie au FK Rubin Kazan. Il y reste jusqu'en 2018 avec un prêt au PAOK Salonique en 2017.
Il recale au Dynamo Kiev en 2018 mais ne jouit à aucun moment de la confiance de l'entraîneur biélorusse Aliaksandr Khatskevich. Prêté au FC Bâle jusqu'en 2019, il signe en 2020 à Boca Juniors en Argentine.
Son palmarès s'étoffe considérablement au sein du club Xeneize avec deux championnats d'Argentine en 2020 et 2022, une Coupe d'Argentine en 2020 et deux Coupes de la Ligue professionnelle en 2020 et 2022. Il joue en outre huit rencontres de Copa Libertadores lors des éditions 2020 (trois matchs), 2021 (un match) et 2022 (quatre matchs).
De retour au Pérou, il signe en janvier 2023 à l'Alianza Lima. Avec un salaire mensuel de 80 000 US$, il devient le joueur le mieux payé de l'histoire du championnat péruvien. Le 15 mai 2023, il marque un doublé avec son nouveau club à l'occasion de la réception du Deportivo Municipal en championnat (victoire 2-1).

### En équipe nationale
Zambrano a évolué avec les sélections de jeunes du Pérou (U17, U20) et commence sa carrière internationale, le 26 mars 2008, en marquant un but en match amical contre le Costa Rica (victoire 3-1). 
Avec 68 matchs officiels à son compteur (pour quatre buts marqués), il a notamment participé aux Copa América 2015 et 2019 où son pays atteint la 3e place et la finale, respectivement.

## Statistiques

### En sélection nationale
| Saison                | Sélection             | Phases finales        | Phases finales | Phases finales | Phases finales | Éliminatoires CDM | Éliminatoires CDM | Éliminatoires CDM | Matchs amicaux | Matchs amicaux | Matchs amicaux | Total | Total | Total |
| Saison                | Sélection             | Compétition           | M              | B              | Pd             | M                 | B                 | Pd                | M              | B              | Pd             | M     | B     | Pd    |
| --------------------- | --------------------- | --------------------- | -------------- | -------------- | -------------- | ----------------- | ----------------- | ----------------- | -------------- | -------------- | -------------- | ----- | ----- | ----- |
| 2007-2008             | Pérou                 | -                     | -              | -              | -              | -                 | -                 | -                 | 1              | 1              | 0              | 1     | 1     | 0     |
| 2008-2009             | Pérou                 | -                     | -              | -              | -              | 7                 | 0                 | 0                 | -              | -              | -              | 7     | 0     | 0     |
| 2009-2010             | Pérou                 | -                     | -              | -              | -              | 3                 | 0                 | 0                 | -              | -              | -              | 3     | 0     | 0     |
| 2010-2011             | Pérou                 | -                     | -              | -              | -              | -                 | -                 | -                 | 4              | 0              | 1              | 4     | 0     | 1     |
| 2011-2012             | Pérou                 | -                     | -              | -              | -              | -                 | -                 | -                 | 1              | 0              | 0              | 1     | 0     | 0     |
| 2012-2013             | Pérou                 | -                     | -              | -              | -              | 5                 | 1                 | 0                 | 3              | 0              | 0              | 8     | 1     | 0     |
| 2013-2014             | Pérou                 | -                     | -              | -              | -              | 2                 | 1                 | 0                 | 0              | 0              | 0              | 2     | 1     | 0     |
| 2014-2015             | Pérou                 | Copa América 2015     | 5              | 0              | 0              | -                 | -                 | -                 | 4              | 1              | 0              | 9     | 1     | 0     |
| 2015-2016             | Pérou                 | -                     | -              | -              | -              | 5                 | 0                 | 0                 | 2              | 0              | 0              | 7     | 0     | 0     |
| 2018-2019             | Pérou                 | Copa América 2019     | 5              | 0              | 0              | -                 | -                 | -                 | 0              | 0              | 0              | 5     | 0     | 0     |
| 2019-2020             | Pérou                 | -                     | -              | -              | -              | -                 | -                 | -                 | 5              | 0              | 0              | 5     | 0     | 0     |
| 2020-2021             | Pérou                 | -                     | -              | -              | -              | 2                 | 0                 | 0                 | -              | -              | -              | 2     | 0     | 0     |
| 2021-2022             | Pérou                 |                       | -              | -              | -              | 7                 | 0                 | 0                 | 1              | 0              | 0              | 8     | 0     | 0     |
| 2022-2023             | Pérou                 |                       | -              | -              | -              | -                 | -                 | -                 | 5              | 0              | 0              | 5     | 0     | 0     |
| 2023-2024             | Pérou                 | Copa América 2024     | 3              | 0              | 0              | 2                 | 0                 | 0                 | 2              | 0              | 0              | 7     | 0     | 0     |
| 2024-2025             | Pérou                 | -                     | -              | -              | -              | 8                 | 0                 | 0                 | -              | -              | -              | 8     | 0     | 0     |
| Total sur la carrière | Total sur la carrière | Total sur la carrière | 13             | 0              | 0              | 41                | 2                 | 0                 | 28             | 2              | 1              | 82    | 4     | 1     |

#### Buts en sélection
| Buts en sélection de Carlos Zambrano | Buts en sélection de Carlos Zambrano | Buts en sélection de Carlos Zambrano            | Buts en sélection de Carlos Zambrano | Buts en sélection de Carlos Zambrano | Buts en sélection de Carlos Zambrano | Buts en sélection de Carlos Zambrano |
|                                      | Date                                 | Lieu                                            | Adversaire                           | Score                                | Résultat                             | Compétition                          |
| ------------------------------------ | ------------------------------------ | ----------------------------------------------- | ------------------------------------ | ------------------------------------ | ------------------------------------ | ------------------------------------ |
| 1.                                   | 26 mars 2008                         | Estadio Max Augustín, Iquitos (Pérou)           | Costa Rica                           | 2-1                                  | 3-1                                  | Match amical                         |
| 2.                                   | 11 septembre 2012                    | Estadio Nacional, Lima (Pérou)                  | Argentine                            | 1-0                                  | 1-1                                  | QCM 2014                             |
| 3.                                   | 10 septembre 2013                    | Estadio Anzoátegui, Puerto La Cruz (Venezuela)  | Venezuela                            | 2-3                                  | 2-3                                  | QCM 2014                             |
| 4.                                   | 4 septembre 2014                     | Dubai Club Stadium, Dubaï (Émirats arabes unis) | Irak                                 | 2-0                                  | 2-0                                  | Match amical                         |

NB : Les scores sont affichés sans tenir compte du sens conventionnel en cas de match à l'extérieur (Pérou-Adversaire).

### Engagement politique
Il appelle à voter pour la candidate de droite Keiko Fujimori lors de l'élection présidentielle péruvienne de 2021.

## Palmarès

### En club
| PAOK Salonique - Coupe de Grèce (1) : - Vainqueur : 2018. |  | FC Bâle - Coupe de Suisse (1) : - Vainqueur : 2019. |  | Boca Juniors - Championnat d'Argentine (2) : - Champion : 2020 et 2022. - Coupe de la Ligue professionnelle (2) : - Vainqueur : 2020 et 2022. - Coupe d'Argentine (1) : - Vainqueur : 2020. |

### En équipe nationale
Pérou
- Copa América :
  - Finaliste : 2019.
  - Troisième : 2015.